# Koriúkivka
Koriúkivka (en ucraniano: Корюківка) es una ciudad ucraniana perteneciente al óblast de Chernígov. Situada en el norte del país, sirve como centro administrativo del raión de Koriúkivka y centro del municipio (hromada) homónimo.

## Toponimia
El nombre del lugar en ruso es Koriúkovka (en ruso: Корюковка). 

## Geografía
Koriúkivka se encuentra a orillas del río Brech, un afluente del Snov, 72 km al noreste de Chernígov.   

## Historia
En 1657, durante el reinado del hetmán Bogdán Jmelnitski, que buscaba tierras libres para la nobleza y los colonos de la orilla derecha de Ucrania. El cosaco Omelyan Karuka, que dirigió la búsqueda, encontró el lugar y lo consideró adecuado para un pequeño asentamiento debido a la densa protección de los bosques circundantes.
A mediados del siglo XIX, el empresario Karl Rauch fundó una destilería y una fábrica de azúcar. En 1871, la fábrica de azúcar de Koriúkivka empleaba a 600 personas y producía azúcar por valor de más de 5,5 millones de rublos al año. La fábrica de azúcar de Koriukivka recibió la medalla de oro de la Exposición Panrusa de Moscú de 1882 y, 18 años después, recibió el máximo galardón de la Exposición Universal de París. Y en 1901 el fabricante L. Brodski amplió la refinería de azúcar, empleando a unos 1.000 trabajadores. 
La ciudad sufrió graves pérdidas durante la Segunda Guerra Mundial: la población judía local fue asesinado en ejecuciones masivas en otoño (unas 300 personas) y el invierno de 1941, y  fue escenario de la masacre de Koriúkivka debido a la actividad partisana en la zona. Koriúkivka fue quemada casi por completo y la población que vivía allí fue exterminada: los alemanes y los húngaros mataron a unas 6.700 personas y quemaron 1.290 casas. La destrucción de la ciudad y de sus habitantes es el mayor crimen de guerra de represalia cometido por los nazis durante la Segunda Guerra Mundial.
Tiene estatus de ciudad desde 1953.
El embajador Dietmar Stüdemann fue el primer representante oficial de Alemania que participó en un acto conmemorativo en 2005. El presidente alemán Frank-Walter Steinmeier visitó el lugar el 6 de octubre de 2021 y el 25 de octubre de 2022, recordando a las víctimas de la masacre.
Tras el comienzo de la invasión rusa de Ucrania, Koriúkivka es tomada por tropas rusas, que se asentaron en las instalaciones de la iglesia.Alemania previó a la ciudad de motosierras y sierras para hormigón, así como generadores diésel para calentar los refugios de las escuelas.

## Demografía
La evolución de la población de Koriúkivka entre 1923 y 2022 fue la siguiente:
| 5932                                                          | 6609 | 9625 | 9837 | 12 004 | 14 247 | 14 318 | 13 268 | 13 114 | 12 693 | 12 202 |
| (Fuente: Cities & Towns of Ukraine y UKRAINE: Größere Städte) |      |      |      |        |        |        |        |        |        |        |

Según el censo de 2001, la lengua materna de la mayoría de los habitantes, el 95,35%, es el ucraniano; del 4,33% es el ruso.

## Economía
Koriúkivka es una de las ciudades más prometedoras de la región. Aquí se encuentran varias empresas, muchas de ellas ligadas a la explotación de los bosques que rodean a la ciudad.

## Infraestructura

### Arquitectura, monumentos y lugares de interés
En 1977, se erigió un monumento de granito para conmemorar la masacre de Koriúkivka obra de Inna Kolomyets. 

### Educación
Hay un instituto, dos escuelas secundarias de tercer grado, dos escuelas secundarias, una escuela de arte, una escuela de deportes y dos guarderías.

### Transporte
La ciudad está ubicada en la intersección de carreteras de importancia regional y local (Т-25-12, Т-25-19, Т-25-32, Т-25-34 y Т-25-36).

## Galería

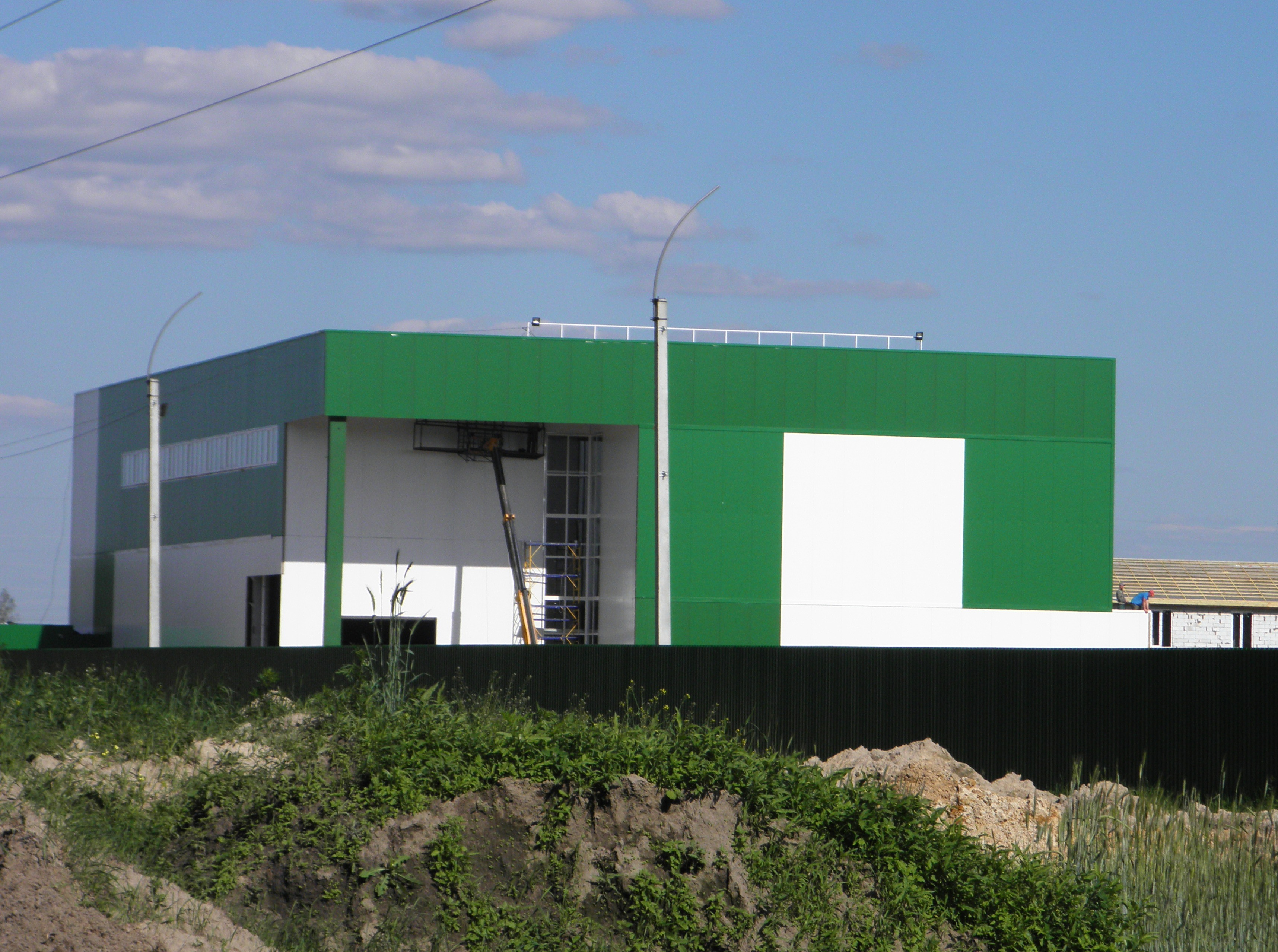
Planta de biocombustible
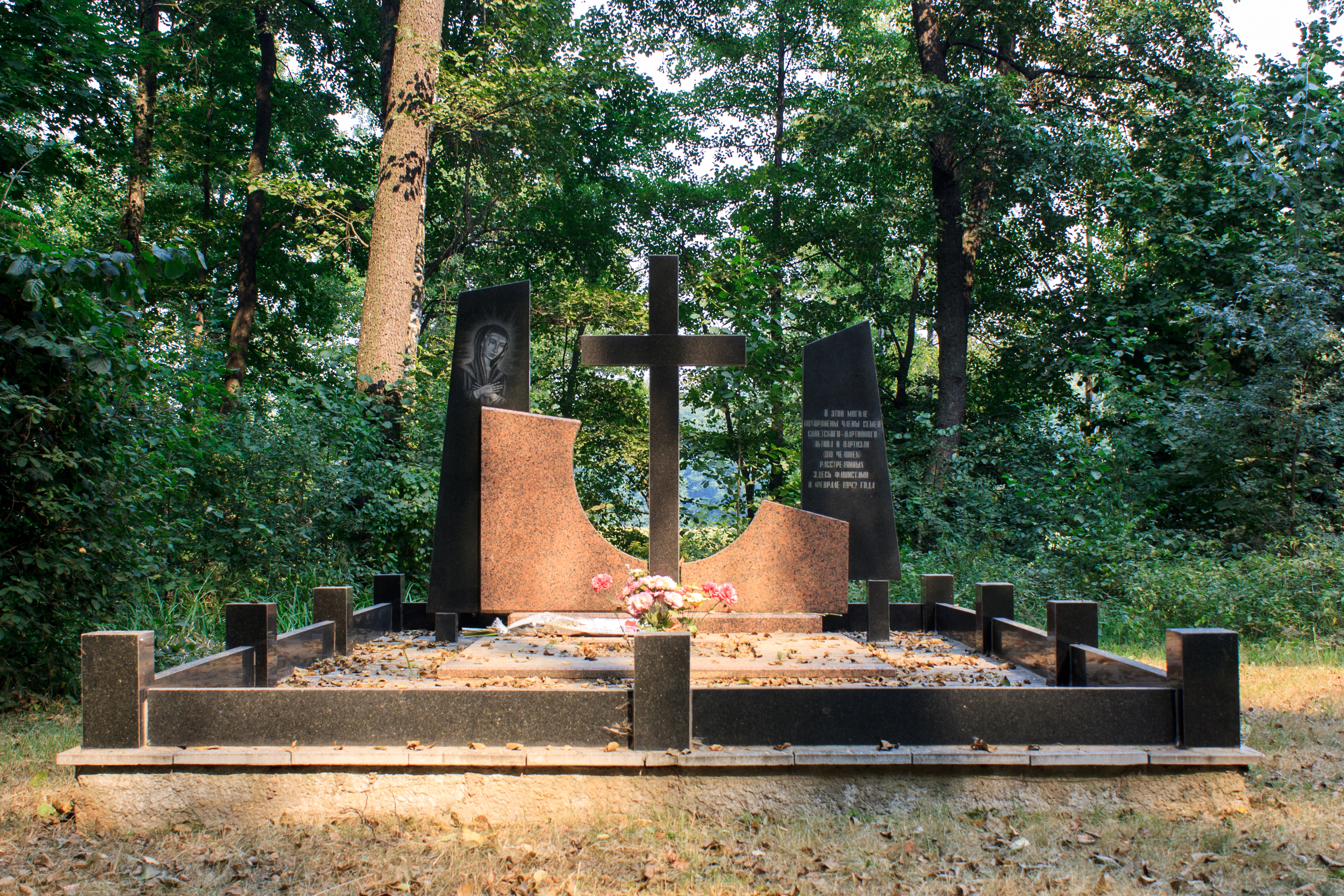
Memorial a 80 civiles muertos en la masacre de Koriúkivka
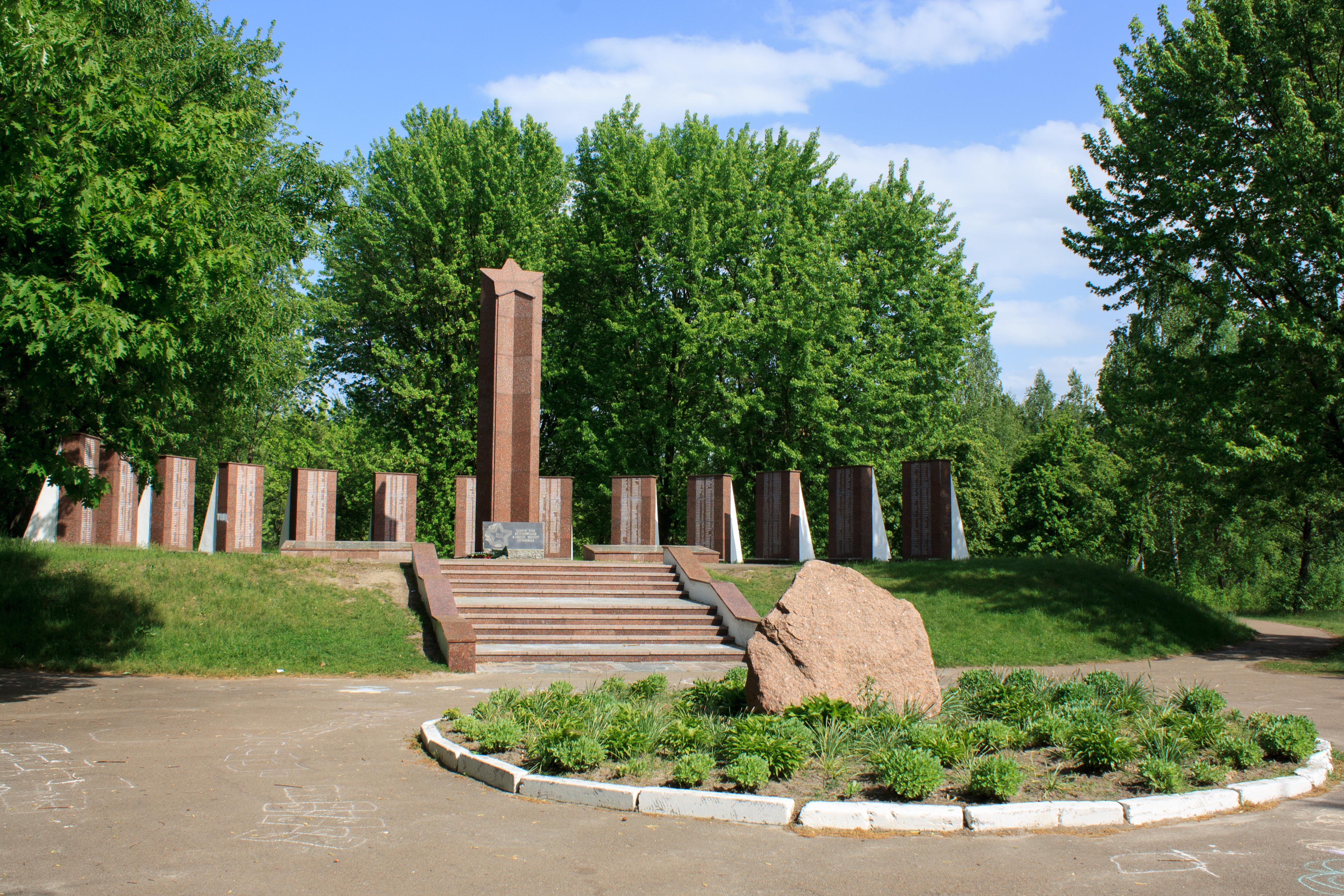
Parque de los 1232 muertos
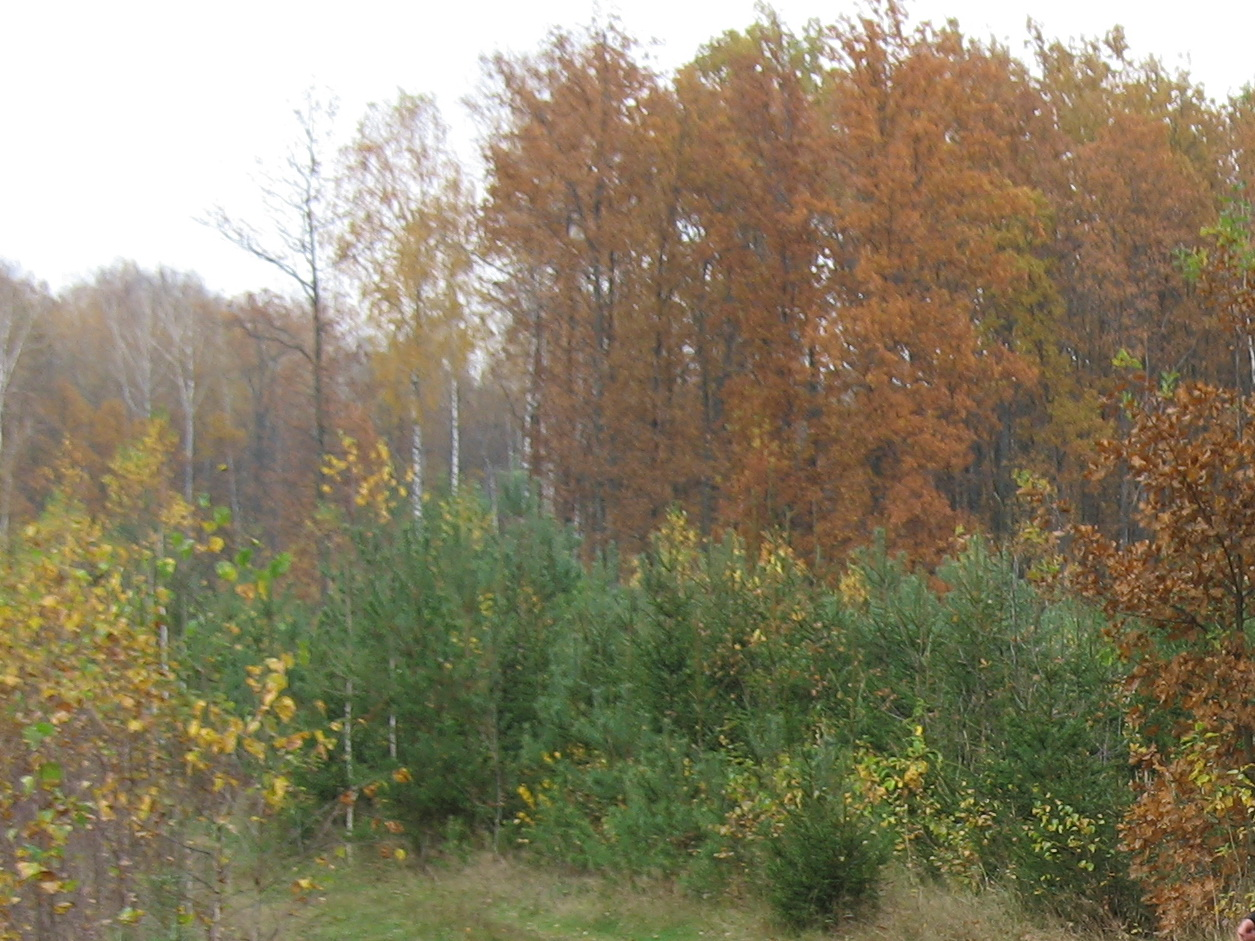
Bosques alrededdor de la ciudad

## Ciudades hermanadas
- Kazlų Rūda, Lituania.[11]